# Abdullah Mirza
Abdullah Mirza, död 1451, var en monark ur timuriderdynastin. Han var regerande sultan i Timuriderriket mellan 1450 och 1450.